# Avenida Alí Primera
La Avenida Alí Primera anteriormente conocida como Avenida Roosevelt es una arteria vial localizada en la ciudad de Coro la capital del Estado Falcón al occidente del país sudamericano de Venezuela. Recibe su denominación actual por un reconocido cantante venezolano Alí Primera, su anterior nombre lo recibía por el presidente estadounidense Franklin Delano Roosevelt. Es un importante corredor del Oeste de la ciudad. Comunica el centro de la ciudad con la Variante Norte teniendo un recorrido Este-Oeste.

## Descripción
Se trata de una vía de transporte carretero que conecta la Autopista Variante Norte con la Calle Falcón en el Centro Histórico de Coro. En su recorrido también se vincula a la Avenida Sucre, Calle Sucre, Quebrada de Chávez, Calle San Martín, Calle Girardot, Calle 23 de Enero, Calle Milagro, Calle Proyecto, Calle Ayacucho, entre otras.
Entre los puntos de interés que es posible localizar en ella se encuentran la Zona Industrial de Coro, el Sector San Nicolás, la Iglesia De San Nicolás De Bari, el Cementerio de Coro, la Comandancia de Policía de Falcón, el Destacamento de Seguridad Urbana de la Guardia Nacional, la comandancia general de Polifalcón y el Matadero Municipal.